# F 분포
F 분포(F-distribution 또는 Snedecor's F distribution 또는 Fisher–Snedecor distribution)은 통계학에서 사용되는 연속 확률 분포로, F 검정(F test)과 분산분석(ANOVA,변량분석) 등에서 주로 사용된다.
두 확률변수 {\displaystyle V_{1},V_{2}}가 각각 자유도가 {\displaystyle k_{1},k_{2}}이고 서로 독립인 카이제곱 분포를 따른다고 할 때, 다음과 같이 정의되는 확률변수 F는 자유도가 ({\displaystyle k_{1},k_{2}})인 F-분포를 따른다고 한다.
{\displaystyle F={\frac {V_{1}/k_{1}}{V_{2}/k_{2}}}\sim F(k_{1},k_{2})}
F분포 F(d1, d2)를 따르는 무작위 변수의 확률 밀도 함수는 다음과 같다.
{\displaystyle g(x)={\frac {1}{\mathrm {B} (d_{1}/2,d_{2}/2)}}\;\left({\frac {d_{1}\,x}{d_{1}\,x+d_{2}}}\right)^{d_{1}/2}\;\left(1-{\frac {d_{1}\,x}{d_{1}\,x+d_{2}}}\right)^{d_{2}/2}\;x^{-1}}
여기서 실수 x ≥ 0에 대해 d1과 d2는 양의 정수이며, B는 베타 함수이다.
누적 분포 함수는 다음과 같다.
{\displaystyle G(x)=I_{\frac {d_{1}x}{d_{1}x+d_{2}}}(d_{1}/2,d_{2}/2)}
여기에서 {\displaystyle I}는 정규화 불완전 베타 함수이다.
특성함수는 다음과 같다.
{\displaystyle \varphi _{\nu _{1},\nu _{2}}^{F}=M\left({\frac {\nu _{1}}{2}},-{\frac {\nu _{2}}{2}},-i{\frac {\nu _{2}}{\nu _{1}}}t\right)}

## 같이 보기
- 이원분산분석(2 way ANOVA)
- 회귀 분석(regression analysis)